# Serie A1 2023-2024 (pallamano femminile)
La Serie A1 2023-2024 è stata la 55ª edizione della massima serie del campionato italiano di pallamano femminile.

## Stagione

### Avvenimenti
Il 17 maggio 2023 viene pubblicato il Vademecum ufficiale per la stagione sportiva 2023-2024.
Il 20 luglio è ufficializzato il ripescaggio della Lions Sassari.

### Formula

#### Stagione regolare
Il campionato si svolge tra 11 squadre che si affrontarono con la formula del girone unico all'italiana con partite di andata e ritorno. Per ogni incontro i punti assegnati in classifica sono così determinati:
- due punti per la squadra che vince l'incontro;
- un punto per il pareggio;
- zero punti per la squadra che perde l'incontro.

Al termine della stagione regolare le prime quattro squadre classificate disputano i play-off per l'assegnazione dello scudetto, mentre le squadre classificate dall'8º all'11º posto disputano i play-out per decidere la seconda retrocessione.

#### Play-off scudetto
Le squadre classificate dal 1º al 4º posto in classifica al termine della stagione regolare partecipano ai play-off scudetto, che si disputano con la formula ad eliminazione diretta, con semifinali e finale al meglio di due gare su tre (la terza gara si disputa nel caso le prime due siano terminate con una vittoria per parte o con due pareggi, a prescindere dai risultati dei singoli incontri). La seconda e terza gara nelle semifinali e nella finale si disputano in casa della squadra meglio classificata al termine della fase regolare.

#### Play-out retrocessione
Le squadre classificate dall'8º all'11º posto in classifica al termine della fase regolare partecipano ai play-out retrocessione, che si disputano con la formula ad eliminazione diretta, con semifinali e finale al meglio di due gare su tre (la terza gara si disputa nel caso le prime due siano terminate con una vittoria per parte o con due pareggi, a prescindere dai risultati dei singoli incontri). La seconda e terza gara nelle semifinali e nella finale si disputano in casa della squadra meglio classificata al termine della fase regolare.

### Verdetti
Al termine del campionato vengono emessi i seguenti verdetti:
- Vincitrice dei play-off: è proclamata campione d'Italia ed acquisisce il diritto a partecipare alla EHF European League;
- Finalista dei play-off: acquisisce il diritto a partecipare alla EHF European Cup;
- 3ª classificata: acquisisce il diritto a partecipare alla EHF European Cup;
- Perdente dei play-out: retrocede in Serie A2.

## Squadre partecipanti
| Squadra         | Città                | Palasport                | Stagione precedente    |
| --------------- | -------------------- | ------------------------ | ---------------------- |
| Brixen Südtirol | Bressanone (BZ)      | Raiffeisen Arena         | 3º posto in Serie A1   |
| Casalgrande     | Casalgrande (RE)     | PalaKeope                | 7º posto in Serie A1   |
| Cassano Magnago | Cassano Magnago (VA) | PalaTacca                | 5º posto in Serie A1   |
| Cellini Padova  | Padova               | PalaFarfalle             | 6º posto in Serie A1   |
| Dossobuono      | Dossobuono (VR)      | PalaDossobuono           | Vincitrice playoff     |
| Erice           | Erice (TP)           | PalaCardella             | 2º posto in Serie A1   |
| Lions Sassari   | Sassari              | PalaSantoru              | 7º posto in Serie A2/A |
| Mezzocorona     | Mezzocorona (TN)     | PalaFornai               | 9º posto in Serie A1   |
| PDO Salerno     | Salerno              | PalaPalumbo              | Vincitrice             |
| Pontinia        | Pontinia (LT)        | Palasport Marica Bianchi | 4º posto in Serie A1   |
| Teramo          | Teramo               | Pala San Nicolò          | 12º posto in Serie A1  |

## Risultati
| Andata            | Andata | 1ª/12ª giornata          | Ritorno | Ritorno         |
|                   |        |                          |         |                 |
| 9 settembre 2023  | 38-24  | Casalgrande - Sassari    | 35-19   | 13 gennaio 2024 |
| 9 settembre 2023  | 26-25  | Salerno - Teramo         | 21-19   | 10 gennaio 2024 |
| 9 settembre 2023  | 22-27  | Mezzocorona - Dossobuono | 23-23   | 13 gennaio 2024 |
| 9 settembre 2023  | 35-25  | Brixen - Padova          | 30-29   | 14 gennaio 2024 |
| 27 settembre 2023 | 29-26  | C.Magnago - Erice        | 21-25   | 25 gennaio 2024 |
|                   |        | Riposo: Pontinia         |         |                 |

| Andata            | Andata          | 2ª/13ª giornata       | Ritorno | Ritorno         |
|                   |                 |                       |         |                 |
| 16 settembre 2024 | 22-26           | Teramo - C.Magnago    | 16-24   | 20 gennaio 2024 |
| 16 settembre 2024 | 20-37           | Padova - Pontinia     | 18-25   | 20 gennaio 2024 |
| 16 settembre 2024 | 32-19           | Erice - Casalgrande   | 26-18   | 7 febbraio 2024 |
| 16 settembre 2024 | 20-32           | Dossobuono - Brixen   | 23-32   | 20 gennaio 2024 |
| 16 settembre 2024 | 21-26           | Sassari - Mezzocorona | 15-30   | 20 gennaio 2024 |
| 16 settembre 2024 | Riposo: Salerno |                       |         | 20 gennaio 2024 |

| Andata            | Andata             | 3ª/14ª giornata           | Ritorno | Ritorno         |
|                   |                    |                           |         |                 |
| 20 settembre 2023 | 41-18              | Brixen - Sassari          | 40-10   | 27 gennaio 2024 |
| 23 settembre 2023 | 21-26              | Mezzocorona - Casalgrande | 24-27   | 27 gennaio 2024 |
| 27 settembre 2023 | 32-23              | Pontinia - Dossobuono     | 32-25   | 27 gennaio 2024 |
| 17 ottobre 2023   | 20-23              | Teramo - Erice            | 25-37   | 27 gennaio 2024 |
| 25 ottobre 2023   | 31-24              | Salerno - Padova          | 22-17   | 27 gennaio 2024 |
| 25 ottobre 2023   | Riposo: C. Magnago |                           |         | 27 gennaio 2024 |

| Andata            | Andata         | 4ª/15ª giornata      | Ritorno | Ritorno          |
|                   |                |                      |         |                  |
| 30 settembre 2023 | 38-19          | Erice - Mezzocorona  | 36-19   | 10 febbraio 2024 |
| 30 settembre 2023 | 21-31          | Dossobuono - Salerno | 19-31   | 10 febbraio 2024 |
| 30 settembre 2023 | 22-26          | Padova - C.Magnago   | 23-30   | 10 febbraio 2024 |
| 1 ottobre 2023    | 25-42          | Sassari - Pontinia   | 25-39   | 10 febbraio 2024 |
| 4 ottobre 2023    | 23-40          | Casalgrande - Brixen | 24-24   | 10 febbraio 2024 |
| 4 ottobre 2023    | Riposo: Teramo |                      |         | 10 febbraio 2024 |

| Andata          | Andata        | 5ª/16ª giornata        | Ritorno | Ritorno          |
|                 |               |                        |         |                  |
| 21 ottobre 2023 | 29-21         | Pontinia - Casalgrande | 30-25   | 17 febbraio 2024 |
| 21 ottobre 2023 | 29-23         | Teramo - Padova        | 30-24   | 18 febbraio 2024 |
| 21 ottobre 2023 | 33-12         | Salerno - Sassari      | 34-23   | 17 febbraio 2024 |
| 21 ottobre 2023 | 27-21         | C.Magnago - Dossobuono | 19-24   | 17 febbraio 2024 |
| 22 ottobre 2023 | 40-26         | Brixen - Mezzocorona   | 38-27   | 17 febbraio 2024 |
| 22 ottobre 2023 | Riposo: Erice |                        |         | 17 febbraio 2024 |

| Andata          | Andata         | 6ª/17ª giornata        | Ritorno | Ritorno      |
|                 |                |                        |         |              |
| 28 ottobre 2023 | 18-34          | Mezzocorona - Pontinia | 21-34   | 9 marzo 2024 |
| 28 ottobre 2023 | 25-32          | Dossobuono - Teramo    | 21-32   | 9 marzo 2024 |
| 28 ottobre 2023 | 20-19          | Casalgrande - Salerno  | 18-30   | 9 marzo 2024 |
| 28 ottobre 2023 | 20-34          | Sassari - C.Magnago    | 23-39   | 9 marzo 2024 |
| 28 ottobre 2023 | 26-22          | Erice - Brixen         | 20-22   | 9 marzo 2024 |
| 28 ottobre 2023 | Riposo: Padova |                        |         | 9 marzo 2024 |

| Andata          | Andata             | 7ª/18ª giornata         | Ritorno | Ritorno       |
|                 |                    |                         |         |               |
| 4 novembre 2023 | 25-26              | Pontinia - Brixen       | 33-28   | 16 marzo 2024 |
| 4 novembre 2023 | 38-32              | Teramo - Sassari        | 33-23   | 16 marzo 2024 |
| 4 novembre 2023 | 34-19              | Salerno - Mezzocorona   | 37-14   | 16 marzo 2024 |
| 4 novembre 2023 | 18-18              | C.Magnago - Casalgrande | 26-27   | 16 marzo 2024 |
| 4 novembre 2023 | 21-36              | Padova - Erice          | 25-34   | 16 marzo 2024 |
| 4 novembre 2023 | Riposo: Dossobuono |                         |         | 16 marzo 2024 |

| Andata           | Andata | 8ª/19ª giornata         | Ritorno | Ritorno       |
|                  |        |                         |         |               |
| 11 novembre 2023 | 29-26  | Dossobuono - Padova     | 24-26   | 23 marzo 2024 |
| 11 novembre 2023 | 24-19  | Casalgrande - Teramo    | 29-32   | 23 marzo 2024 |
| 11 novembre 2023 | 19-29  | Mezzocorona - C.Magnago | 25-31   | 23 marzo 2024 |
| 11 novembre 2023 | 29-29  | Erice - Pontinia        | 34-31   | 23 marzo 2024 |
| 13 dicembre 2023 | 21-33  | Brixen - Salerno        | 24-32   | 23 marzo 2024 |
|                  |        | Riposo: Sassari         |         | 23 marzo 2024 |

| Andata          | Andata | 9ª/20ª giornata      | Ritorno | Ritorno        |
|                 |        |                      |         |                |
| 2 dicembre 2023 | 23-31  | Dossobuono - Erice   | 13-27   | 20 aprile 2024 |
| 2 dicembre 2023 | 29-26  | Teramo - Mezzocorona | 26-30   | 20 aprile 2024 |
| 2 dicembre 2023 | 30-25  | Salerno - Pontina    | 32-27   | 20 aprile 2024 |
| 2 dicembre 2023 | 27-22  | C.Magnago - Brixen   | 19-25   | 20 aprile 2024 |
| 3 dicembre 2023 | 31-20  | Padova - Sassari     | 28-23   | 20 aprile 2024 |
|                 |        | Riposo: Casalgrande  |         | 20 aprile 2024 |

| Andata           | Andata | 10ª/21ª giornata     | Ritorno | Ritorno        |
|                  |        |                      |         |                |
| 9 dicembre 2023  | 29-27  | Pontinia - C.Magnago | 30-28   | 27 aprile 2024 |
| 9 dicembre 2023  | 29-23  | Casalgrande - Padova | 28-22   | 27 aprile 2024 |
| 9 dicembre 2023  | 23-20  | Salerno - Erice      | 31-31   | 27 aprile 2024 |
| 9 dicembre 2023  | 28-23  | Brixen - Teramo      | 31-20   | 27 aprile 2024 |
| 10 dicembre 2023 | 20-29  | Sassari - Dossobuono | 18-26   | 27 aprile 2024 |
|                  |        | Riposo: Mezzocorona  |         | 27 aprile 2024 |

| Andata           | Andata | 11ª/22ª giornata         | Ritorno | Ritorno       |
|                  |        |                          |         |               |
| 16 dicembre 2023 | 27-26  | C.Magnago - Salerno      | 26-31   | 5 maggio 2024 |
| 16 dicembre 2023 | 45-9   | Erice - Sassari          | 41-19   | 4 maggio 2024 |
| 16 dicembre 2023 | 17-23  | Dossobuono - Casalgrande | 24-25   | 4 maggio 2024 |
| 16 dicembre 2023 | 23-29  | Teramo - Pontinia        | 30-33   | 4 maggio 2024 |
| 17 dicembre 2023 | 26-24  | Padova - Mezzocorona     | 25-23   | 4 maggio 2024 |
|                  |        | Riposo: Brixen           |         | 4 maggio 2024 |

## Classifica
Fonte: sito ufficiale FIGH
|  | Pos. | Squadra         | Pt | G  | V  | N | S  | GF  | GS  | D    |
|  | ---- | --------------- | -- | -- | -- | - | -- | --- | --- | ---- |
|  | 1.   | PDO Salerno     | 35 | 20 | 17 | 1 | 2  | 587 | 432 | +155 |
|  | 2.   | Erice           | 32 | 20 | 15 | 2 | 3  | 617 | 435 | +182 |
|  | 3.   | Pontinia        | 31 | 20 | 15 | 1 | 4  | 625 | 508 | +117 |
|  | 4.   | Brixen Südtirol | 29 | 20 | 14 | 1 | 5  | 601 | 483 | +118 |
|  | 5.   | Cassano Magnago | 25 | 20 | 12 | 1 | 7  | 533 | 474 | +59  |
|  | 6.   | Casalgrande     | 24 | 20 | 11 | 2 | 7  | 497 | 499 | -2   |
|  | 7.   | Teramo          | 16 | 20 | 8  | 0 | 12 | 523 | 535 | -12  |
|  | 8.   | Dossobuono      | 11 | 20 | 5  | 1 | 14 | 457 | 541 | -84  |
|  | 9.   | Cellini Padova  | 10 | 20 | 5  | 0 | 15 | 478 | 565 | -87  |
|  | 10.  | Mezzocorona     | 7  | 20 | 3  | 1 | 16 | 456 | 596 | -140 |
|  | 11.  | Lions Sassari   | 0  | 20 | 0  | 0 | 20 | 396 | 702 | -306 |

Legenda:
  Ammessi ai play-off scudetto o ai play-out.
      Campione d'Italia e qualificata all'European Cup.
      Qualificata all'European Cup.
      Retrocessa in Serie A2.

## Spareggi

### Playoff
|  | Semifinali        | Semifinali        | Semifinali | Semifinali | Semifinali |  |  | Finale            | Finale            | Finale | Finale | Finale |  |
|  |                   |                   |            |            |            |  |  |                   |                   |        |        |        |  |
|  | 1 PDO Salerno     | 1 PDO Salerno     | 24         | 32         | 28         |  |  |                   |                   |        |        |        |  |
|  | 4 Brixen Südtirol | 4 Brixen Südtirol | 26         | 26         | 29         |  |  | 4 Brixen Südtirol | 4 Brixen Südtirol | 32     | 27     | 34     |  |
|  | 2 Erice           | 2 Erice           | 27         | 26         | 31         |  |  | 2 Erice           | 2 Erice           | 31     | 34     | 30     |  |
|  | 3 Pontinia        | 3 Pontinia        | 26         | 28         | 26         |  |  |                   |                   |        |        |        |  |

#### Semifinali
| Arbitri: | Rhim Plotegher |

|            |           |               |
| Hachana 11 | Marcatori | Dalla Costa 7 |

| Arbitri: | Riello Panetta |

|           |           |            |
| Ribeiro 7 | Marcatori | Hachana 12 |

| Arbitri: | Dionisi Maccarone |

|             |           |           |
| Petersen 10 | Marcatori | Hachana 6 |

| Arbitri: | Dionisi Maccarone |

|                    |           |              |
| Colloredo, Gómez 6 | Marcatori | Manojlović 8 |

| Arbitri: | Carrino Pellegrino |

|         |           |                 |
| Ekoh 10 | Marcatori | Ateba Engadi 12 |

| Arbitri: | Cardone C. Cardone L. |

|         |           |                |
| Ekoh 10 | Marcatori | Ateba Engadi 7 |

#### Finale
| Arbitri: | Fato Guarini |

|            |           |         |
| Hachana 11 | Marcatori | Ekoh 14 |

| Arbitri: | Merisi Pepe |

|         |           |           |
| Ekoh 10 | Marcatori | Hachana 9 |

| Arbitri: | Carrino Pellegrino |

|         |           |            |
| Ekoh 15 | Marcatori | Hachana 12 |

### Playout
|  | Semifinali       | Semifinali       | Semifinali       | Semifinali | Semifinali |  |  | Finale           | Finale           | Finale           | Finale | Finale |  |
|  |                  |                  |                  |            |            |  |  |                  |                  |                  |        |        |  |
|  | 8 Dossobuono     | 8 Dossobuono     | 8 Dossobuono     | 29         | 30         |  |  |                  |                  |                  |        |        |  |
|  | 11 Lions Sassari | 11 Lions Sassari | 11 Lions Sassari | 24         | 15         |  |  | 11 Lions Sassari | 11 Lions Sassari | 11 Lions Sassari | 23     | 17     |  |
|  | 9 Cellini Padova | 9 Cellini Padova | 21               | 29         | 36         |  |  | 9 Cellini Padova | 9 Cellini Padova | 9 Cellini Padova | 39     | 48     |  |
|  | 10 Mezzocorona   | 10 Mezzocorona   | 27               | 20         | 38         |  |  |                  |                  |                  |        |        |  |

#### Semifinali
| Arbitri: | Anastasio Zappaterreno |

|                   |           |            |
| Lerena Colunga 10 | Marcatori | Zanette 11 |

| Arbitri: | Romana Albert |

|           |           |          |
| Zanette 7 | Marcatori | Onesti 4 |

| Arbitri: | Falvo Ganucci |

|         |           |                          |
| Conte 8 | Marcatori | Borrini, Eghianruwa S. 6 |

| Arbitri: | Testa D. Testa G. |

|                 |           |         |
| Eghianruwa S. 8 | Marcatori | Conte 5 |

| Arbitri: | Prandi Pipitone |

|         |           |               |
| Tanić 8 | Marcatori | Panayotova 10 |

#### Finale
| Arbitri: | Fasano Lorusso |

|                         |           |          |
| Bonnet, Černova, Ríos 5 | Marcatori | Tanić 12 |

| Arbitri: | Corioni Zancanella |

|         |           |                  |
| Tanić 9 | Marcatori | Balata, Onesti 4 |